# ديفيد ألان
ديفيد ألان (بالإنجليزية: David Allan)‏ (30 أبريل 1863 في المملكة المتحدة - 26 يونيو 1930) هو لاعب كرة قدم بريطاني (وحمل سابقاً جنسية المملكة المتحدة لبريطانيا العظمى وأيرلندا) في مركز مهاجم داخلي. شارك مع منتخب اسكتلندا لكرة القدم. أما مع النوادي، فقد لعب مع نادي كوينز بارك.

## وصلات خارجية
- ديفيد ألان على موقع الاتحاد الإسكتلندي (الإنجليزية)
- ديفيد ألان على موقع قاعدة بيانات كرة القدم.إي يو (الإنجليزية)